# Вінтере
Вінтере (рум. Vintere) — село у повіті Біхор в Румунії. Входить до складу комуни Холод.
Село розташоване на відстані 401 км на північний захід від Бухареста, 37 км на південний схід від Ораді, 110 км на захід від Клуж-Напоки, 132 км на північний схід від Тімішоари.

## Населення
За даними перепису населення 2002 року у селі проживали 896 осіб, з них 895 осіб (99,9%) румунів. Усі жителі села рідною мовою назвали румунську.